# Shark - Giustizia a tutti i costi
Shark - Giustizia a tutti i costi (Shark) è una serie televisiva giudiziaria prodotta dalla statunitense CBS il cui episodio pilota, diretto da Spike Lee, andò in onda il 21 settembre 2006.
La canzone della sigla di apertura è Open Water, eseguita dai Suicide Celebrity.

## Trama
La serie è incentrata su Sebastian "Shark" Stark, un carismatico avvocato che, a causa di un "incidente", decide di passare da difensore della classe ricca di Los Angeles a pubblico ministero.
Stark ha un'ex moglie e una figlia, Julie Stark (Danielle Panabaker).

### Le tre regole
Stark ha tre semplici regole che orientano ogni sua decisione e compongono il suo Manifesto del Tagliagole:
1. Il processo è guerra, o vinci, o sei morto.
2. La verità è relativa. Scegline una che funzioni.
3. In un processo con giuria, ci sono solo 12 opinioni che contano, e la sua (indicando Raina Troy, sua collaboratrice) non è decisamente una di queste.

## Personaggi e interpreti
- Sebastian "Shark" Stark (stagioni 1-2), interpretato da James Woods, doppiato da Rodolfo Bianchi.
Carismatico e spietato, è l'ex difensore della fascia alta della popolazione di Los Angeles. Stark ha scelto di diventare un pubblico ministero, dopo che un cliente che aveva già difeso dalle accuse di aggressione ha ucciso la moglie pochi giorni dopo. Nonostante questo, i metodi che usava come avvocato difensore non sono poi così cambiati nel suo nuovo ruolo. Ha una figlia, Julie, che ha scelto di vivere con lui dopo il divorzio tra Sebastian e la madre.
- Jessica Devlin (stagioni 1-2), interpretato da Jeri Ryan, doppiato da Alessandra Grado.
Procuratore distrettuale di Los Angeles per 14 anni, la Devlin è inizialmente il capo di Stark nel corso della prima stagione. Dopo che viene sconfitta alle elezioni, Stark la assume come membro più anziano della sua squadra.
- Leo Cutler (stagione 2), interpretato da Kevin Pollak. Procuratore distrettuale di Los Angeles nella seconda stagione, dopo aver sconfitto alle elezioni Jessica Devlin.
- Madeline Poe (stagioni 1-2), interpretata da Sarah Carter, doppiata da Ilaria Latini.
Poe era originariamente l'unico membro della squadra di volontari di Stark. Nella prima stagione, ha iniziato una relazione con Casey, che aveva poi lasciato la squadra per l'inizio della seconda stagione, per l'esecuzione della campagna politica del padre.
- Raina Troy (stagioni 1-2), interpretata da Sophina Brown, doppiata da Emanuela Amato.
Troy è passionale, elegante e resistente, e descritta da Stark come "dura e brillante". Ha una denuncia per vilipendio in sospeso. Ha una relazione con Isaac Wright.
- Danny Reyes (stagione 2), interpretato da Kevin Alejandro, doppiato da Fabrizio Picconi.
Reyes è stato trasferito dalla banda unità di criminalità, e utilizzato la sua l'esperienza passata per influenzare i suoi motivi. Spesso in conflitto con Stark e Jessica, due dei quali concordano sul fatto che lui è un buon avvocato.
- Isaac Wright (stagioni 1-2), interpretato da Henry Simmons, doppiato da Christian Iansante.
Un ex ufficiale della polizia di Los Angeles. Stark gli offrì un posto di lavoro per la sua squadra dopo che Wright fu costretto ad ammettere di aver falsificato una prova, nel tentativo di perseguire i killer del suo collega.
- Julie Stark (stagioni 1-2), interpretata da Danielle Panabaker, doppiata da Laura Amadei.
La figlia di Sebastian, che ha deciso di rimanere con suo padre dopo la sua audizione di custodia.

## Produzione
Il 20 ottobre 2006 fu ordinata dalla CBS l'intera prima stagione da 22 episodi. Il 16 maggio 2007, la serie è stata confermata per una seconda stagione. Il 13 maggio 2008 la CBS cancellò la serie dopo 2 stagioni.

## Episodi
| Stagione         | Episodi | Prima TV originale | Prima TV Italia |
| ---------------- | ------- | ------------------ | --------------- |
| Prima stagione   | 22      | 2006-2007          | 2008-2009       |
| Seconda stagione | 16      | 2007-2008          | 2009            |

## Programmazione
In Italia la prima stagione è stata trasmessa da Rete 4 il sabato sera; nelle prime settimane di programmazione era in vigore un doppio appuntamento settimanale, il sabato e il lunedì. Dopo essere stata spostata in seconda serata in seguito ai deludenti dati d'ascolto, la trasmissione della serie è stata interrotta quando mancavano 3 episodi alla conclusione della prima stagione.
Rete 4, senza concludere la prima stagione (i cui ultimi tre episodi sono stati però trasmessi in chiaro dal canale digitale Iris), inizia la messa in onda della seconda stagione a partire dal 6 giugno 2009 alle 23.10.
Nel 2012 il canale digitale Giallo replica la serie promuovendola con il titolo Shark - Giustizia è fatta, anche se viene trasmessa con il titolo tradizionale.